# جورجي تودوروف (لاعب كرة قدم)
جورجي تودوروف (بالبلغارية: Георги Тодоров)‏ هو لاعب كرة قدم بلغاري، ولد في 13 يونيو 1956 في صوفيا في بلغاريا. لعب مع ليفسكي صوفيا.